# Daector
Daector är ett släkte av fiskar. Daector ingår i familjen paddfiskar.
Arterna förekommer i östra Stilla havet och i Sydamerikas vattendrag. Maximallängden är 13 till 22 cm. Liksom andra medlemmar av underfamiljen Thalassophryninae har arterna fyra giftiga taggar som kan såra en människa allvarlig. Två taggar ligger på ovansidan och en på varje kroppssida vid gälöppningarna. Ögonen sitter högd uppe på huvudet. I bröstfenan finns en taggstråle och flera mjukstrålar. Utbredningsomådet ligger i östra Stilla havet och västra Atlanten, inklusive Karibiska havet.
Arter enligt Catalogue of Life och Fishbase:
- Daector dowi
- Daector gerringi
- Daector quadrizonatus
- Daector reticulata
- Daector schmitti

IUCN listar två arter som sårbar, två med kunskapsbrist och Daector dowi som livskraftig.